# Message Control
Mit Message Control wird die Steuerung der Botschaft einer Organisation an die Öffentlichkeit bezeichnet. Der Begriff taucht seit etwa 2019 besonders in Österreich im Zusammenhang mit der Kommunikationsstrategie von Sebastian Kurz, österreichischer Bundeskanzler von 2017 bis 2019 und von 2020 bis 2021, auf. Die Publikation Die Substanz hat 2019 eine „Praktische Anleitung zur Message Control“ veröffentlicht. Als Elemente des Verfahrens werden u. a. genannt: Koordinierung der Öffentlichkeitsarbeit aller Regierungsmitglieder, Verringerung der unabhängigen Öffentlichkeitsarbeit von diversen staatlichen Stellen, Richtlinien für Öffentlichkeitsarbeit, Diskussionsverweigerung (um Themen kleinzuhalten).
Die Publikation Kontrast (ein Blog des SPÖ Parlamentsklubs) stellt im März 2021 fest, dass eine Reihe von der Regierung unangenehmen Themen von erheblicher Bedeutung nicht auf den Titelseiten der Zeitungen gelandet sind. Es wird geschildert, in welcher Weise dies im Rahmen von Message Control verhindert wurde; eine wichtige Rolle spielen nach Auffassung der Autorinnen Inserate der Regierung in den jeweiligen Medien sowie Telefonanrufe des Bundeskanzlers Kurz.